# Edith Piaf: Egy földöntúli hang
Az Edith Piaf: egy földöntúli hang (eredeti francia címén Edith Piaf: La voix qui montait jusqu'au ciel) Armand Isnard által, 2005-ben bemutatott francia dokumentumfilm, amely Édith Piaf életét mutatja be.

## Leírás
|  | Alább a cselekmény részletei következnek! |

Armand Isnard dokumentumfilmjében a még élő kortársak, egykori barátok, pályatársak szólalnak meg és próbálják kitölteni a fehér foltokat Édith Piaf szenvedéssel és szenvedéllyel teli életéről.

## Bemutató
- 2005  Franciaország (Edith Piaf: La voix qui montait jusqu'au ciel)
- 2006  Magyarország (Edith Piaf: Egy földöntúli hang)